# Congresso da Nação Argentina
O  Congreso de la Nación Argentina é o órgão legislativo do governo da República Argentina. De orientação bicameral, o Congresso é composto pelo Senado da Nação, com 72 senadores, e pela Câmara de Deputados, que consta de 257 deputados.
A sede do parlamento se encontra no Palácio do Congresso na Cidade Autônoma de Buenos Aires na Praça dos Congressos que se encontra ao final da Avenida de Maio, a mesma que o conecta diretamente com a Plaza de Mayo onde se encontra a Casa Rosada, sede do Poder Executivo.

## Funcionamento
O Congresso tem sessões ordinárias anuais entre 1 de março e 30 de novembro. Contudo, o  Presidente da Nação pode convocar sessões extraordinárias ou prorrogar as sessões. No primeiro caso é o Presidente quem determina os temas a tratar, mas no segundo o Congresso tem livre iniciativa. 
Cada uma das Câmaras tem atribuições particulares. A Câmara de Deputados tem a iniciativa em leis que tratam sobre contribuições e recrutamento de tropas, recebe os projectos de lei surgidos por iniciativa popular, acusar ante o Senado ao Presidente, Vice-presidente, Chefe de Gabinete, ministros do Poder Executivo e membros da Corte Suprema por Julgamento Político e submeter a consulta popular um projecto de lei. A Câmara de Senadores é Cámara de Origen na lei, convenio sobre o regime de coparticipação federal de impostos, é Cámara de origen em projectos de lei que promovem o povoamento e o crescimento harmônico da Nação, autoriza ao Presidente para que declare o estado de sitio em caso de ataque exterior, julga em julgamento público aos acusados pela Câmara de Deputados e presta acordo ao Presidente para designar aos membros da Suprema Corte aos demais juízes federais, ministros plenipotenciários, encarregados de negócios e de oficiais superiores das Forças Armadas.

### Parlamentares
Os membros do Congresso possuem as chamadas inmunidades parlamentares. Estas imunidades, que se encontram em forma expressa na Constituição Argentina, determinam que - "ninguno de los miembros del congreso puede ser acusado, interrogado judicialmente, ni molestado por las opiniones o discursos que emita desempeñando su mandato de legislador" - (Art. 68). Além do mais, um legislador só pode ser arrestado se foi surpreendido in fraganti na comissão de um delito, e segundo a interpretação de ambas câmaras, ja não é necessário o desafuero para interrogar a um legislador sobre uma causa judicial.

## Composição política
Em 10 de dezembro de 2015, data em que tomaram posse os senadores e deputados eleitos nas eleições parlamentares de 25 de outubro. A coligação Cambiemos, de apoio do Presidente Mauricio Macri, obteve a maioria dos deputados (92 deputados) nas eleições. 
A segunda maior coligação do Congresso da Nação é a Frente para a Vitória (81 deputados e 40 senadores). Em terceiro lugar, está o Partido Justicialista (74 deputados e 11 senadores), seguido pelos Progressistas (6 deputados e 3 senadores). O menor partido em expressão é o Movimento Popular Neuquino que possui 2 senadores.
| Coligação                                 | Partidos                                  | Partidos                                  | Senado da Nação | Câmara de Deputados |
| Coligação                                 | Partidos                                  | Partidos                                  | Assentos        | Assentos            |
| ----------------------------------------- | ----------------------------------------- | ----------------------------------------- | --------------- | ------------------- |
| Frente para a Vitória + Aliados           |                                           | Partido Justicialista                     | 42              | 83                  |
| Frente para a Vitória + Aliados           | Frente Grande                             |                                           | 42              | 83                  |
| Frente para a Vitória + Aliados           | Partido Intransigente                     |                                           | 42              | 83                  |
| Frente para a Vitória + Aliados           | Partido Comunista                         |                                           | 42              | 83                  |
| Cambiemos + Aliados                       |                                           | Proposta Republicana                      | 16              | 89                  |
| Cambiemos + Aliados                       | União Cívica Radical                      |                                           | 16              | 89                  |
| Cambiemos + Aliados                       | Coalização Cívica ARI                     |                                           | 16              | 89                  |
| Unidos por uma Nova Alternativa           |                                           | Frente Renovadora                         | 3               | 36                  |
| Unidos por uma Nova Alternativa           | Partido Democrata Cristão                 |                                           | 3               | 36                  |
| Unidos por uma Nova Alternativa           | União Popular                             |                                           | 3               | 36                  |
| –                                         |                                           | Peronismo Federal                         | 6               | 35                  |
| Progressistas                             |                                           | Partido Socialista                        | 3               | 8                   |
| Progressistas                             | Partido Socialista Autêntico              |                                           | 3               | 8                   |
| Progressistas                             | Geração para um Encontro Nacional         |                                           | 3               | 8                   |
| Progressistas                             | Movimento Polo Social                     |                                           | 3               | 8                   |
| Frente de Esquerda e dos Trabalhadores    |                                           | Partido Obrero                            | 0               | 4                   |
| Frente de Esquerda e dos Trabalhadores    | Partido dos Trabalhadores Socialistas     |                                           | 0               | 4                   |
| Frente de Esquerda e dos Trabalhadores    | Esquerda Socialista                       |                                           | 0               | 4                   |
| –                                         |                                           | Movimento Popular Neuquino                | 2               | 0                   |
| Total Fonte: Congresso da Nação Argentina | Total Fonte: Congresso da Nação Argentina | Total Fonte: Congresso da Nação Argentina | 72              | 257                 |